# Umělecké plavání na mistrovství Evropy v plaveckých sportech 2018
Závody v uměleckém (synchronizovaném) plavání na mistrovství Evropy v plaveckých sportech za rok 2018 proběhly v Glasgow, Spojené království ve dnech 8. až 12. srpna 2018.

## Česká stopa
V disciplíně technického sóla startovalo 17 závodnic – Alžběta Dufková (*1990) z TJ Tesla Brno obsadila 15. místo. V disciplíně volného sóla startovalo 19 závodnic – Alžběta Dufková (*1990) z TJ Tesla Brno obsadila 15. místo. 

## Výsledky

### Individuální disciplíny
| Ženy                   | Zlato                         | Zlato   | Stříbro                   | Stříbro | Bronz                     | Bronz   |
| ---------------------- | ----------------------------- | ------- | ------------------------- | ------- | ------------------------- | ------- |
| Tech. sestava sólistek | Svetlana Kolesničenková (RUS) | 93,4816 | Jelyzaveta Jachnová (UKR) | 91,3517 | Linda Cerrutiová (ITA)    | 90,2282 |
| Volná sestava sólistek | Svetlana Kolesničenková (RUS) | 94,9333 | Linda Cerrutiová (ITA)    | 92,5000 | Jelyzaveta Jachnová (UKR) | 92,1333 |

### Týmové disciplíny
| Ženy                                               | Zlato | Zlato   | Stříbro | Stříbro | Bronz | Bronz   |
| -------------------------------------------------- | --- | ------- | --- | ------- | --- | ------- |
| Tech. sestava dvojic                               | Rusko (RUS) (Svetlana Kolesničenková, Varvara Subbotinová) | 95,1035 | Ukrajina (UKR) (Anastasija Savčuková, Jelyzaveta Jachnová) | 92,6188 | Itálie (ITA) (Linda Cerrutiová, Costanza Ferrová) | 89,7519 |
| Volna sestava dvojic                               | Rusko (RUS) (Svetlana Kolesničenková, Varvara Subbotinová) | 96,7000 | Ukrajina (UKR) (Anastasija Savčuková, Jelyzaveta Jachnová) | 93,4000 | Itálie (ITA) (Linda Cerrutiová, Costanza Ferrová) | 92,1333 |
| Tech. sestava až osmičlenného týmu                 | Rusko (RUS) (Anastasija Archipovská, Anastasija Bajandinová, Darija Bajandinová, Marina Goljadkinová, Michaela Kalančová, Veronika Kalininová, Polina Komarová, Marija Šuročkinová)                                           | 94,6000 | Ukrajina (UKR) (Maryna Aleksijivová, Vladyslava Aleksijivová, Oleksandra Kašubová, Oleksandra Kovalenková, Jana Narježnová, Anastasija Savčuková, Alina Šynkarenková, Jelyzaveta Jachnová)                                        | 90,7439 | Itálie (ITA) (Beatrice Callegariová, Domiziana Cavannová, Linda Cerrutiová, Francesca Deiddová, Gemma Galliová, Enrica Piccoliová, Costanza Di Camillová, Costanza Ferrová)                                       | 90,3553 |
| Volná sestava až osmičlenného týmu                 | Rusko (RUS) (Anastasija Archipovská, Anastasija Bajandinová, Darija Bajandinová, Marina Goljadkinová, Veronika Kalininová, Polina Komarová, Marija Šuročkinová, Darina Valitovová, *Michaela Kalančová)                       | 97,0333 | Ukrajina (UKR) (Valerija Aprjeljevová, Veronika Hryšková, Oleksandra Kašubová, Jana Narježnová, Kateryna Rezniková, Anastasija Savčuková, Alina Šynkarenková, Jelyzaveta Jachnová, *Maryna Aleksijivová, *Oleksandra Kovalenková) | 94,6000 | Itálie (ITA) (Beatrice Callegariová, Linda Cerrutiová, Francesca Deiddová, Costanza Di Camillová, Alessia Pezoneová, Enrica Piccoliová, Costanza Ferrová, Gemma Galliová, *Domiziana Cavannová, *Federica Salová) | 92,2333 |
| Kombinovaná sestava až desetičlenného týmu (KOMBO) | Ukrajina (UKR) (Maryna Aleksijivová, Vladyslava Aleksijivová, Valerija Aprjeljevová, Marta Fedinová, Oleksandra Kašubová, Jana Narježnová, Kateryna Rezniková, Anastasija Savčuková, Alina Šynkarenková, Jelyzaveta Jachnová) | 94,4667 | Itálie (ITA) (Beatrice Callegariová, Domiziana Cavannová, Linda Cerrutiová, Francesca Deiddová, Costanza Di Camillová, Costanza Ferrová, Gemma Galliová, Alessia Pezoneová, Enrica Piccoliová, Federica Salová)                   | 92,6000 | Španělsko (ESP) (Leyre Abadíová, Abril Conesová, Berta Ferrerasová, Emma Garcíová, Carmen Juárezová, Meritxell Masová, Elena Meliánová, Paula Ramírezová, Sara Saldañová, Blanca Toledanová)                      | 91,4667 |
| Mix                                                | Zlato | Zlato   | Stříbro | Stříbro | Bronz | Bronz   |
| Tech. sestava smíšených dvojic                     | Rusko (RUS) (Alexandr Malcev, Maja Gurbanberdijevová) | 89,5853 | Itálie (ITA) (Giorgio Minisini, Manila Flaminiová) | 88,6973 | Španělsko (ESP) (Pau Ribes, Berta Ferrerasová) | 82,3217 |
| Volná sestava smíšených dvojic                     | Rusko (RUS) (Alexandr Malcev, Maja Gurbanberdijevová) | 92,4000 | Itálie (ITA) (Giorgio Minisini, Manila Flaminiová) | 90,7333 | Španělsko (ESP) (Pau Ribes, Berta Ferrerasová) | 85,4333 |

## Medailová bilance
V uměleckém plavání se rozdělilo celkem 9 sad medailí.
| Pořadí | Stát            |       | Muži    | Muži  | Muži  |         | Ženy  | Ženy  | Ženy    |       | Mix   | Mix     | Mix   |  | Muži + Ženy + Mix | Muži + Ženy + Mix | Muži + Ženy + Mix | Celkem |
| Pořadí | Stát            | Zlato | Stříbro | Bronz | Zlato | Stříbro | Bronz | Zlato | Stříbro | Bronz | Zlato | Stříbro | Bronz |  |                   |                   |                   | Celkem |
| ------ | --------------- | ----- | ------- | ----- | ----- | ------- | ----- | ----- | ------- | ----- | ----- | ------- | ----- |  | ----------------- | ----------------- | ----------------- | ------ |
| 1.     | Rusko (RUS)     |       | 0       | 0     | 0     |         | 6     | 0     | 0       |       | 2     | 0       | 0     |  | 8                 | 0                 | 0                 | 8      |
| 2.     | Ukrajina (UKR)  |       | 0       | 0     | 0     |         | 1     | 5     | 1       |       | 0     | 0       | 0     |  | 1                 | 5                 | 1                 | 7      |
| 3.     | Itálie (ITA)    |       | 0       | 0     | 0     |         | 0     | 2     | 5       |       | 0     | 2       | 0     |  | 0                 | 4                 | 5                 | 9      |
| 4.     | Španělsko (ESP) |       | 0       | 0     | 0     |         | 0     | 0     | 1       |       | 0     | 0       | 2     |  | 0                 | 0                 | 3                 | 3      |
| Celkem | Celkem          |       | 0       | 0     | 0     |         | 7     | 7     | 7       |       | 2     | 2       | 2     |  | 9                 | 9                 | 9                 | 27     |